# ベレンゲラ (カスティーリャ女王)

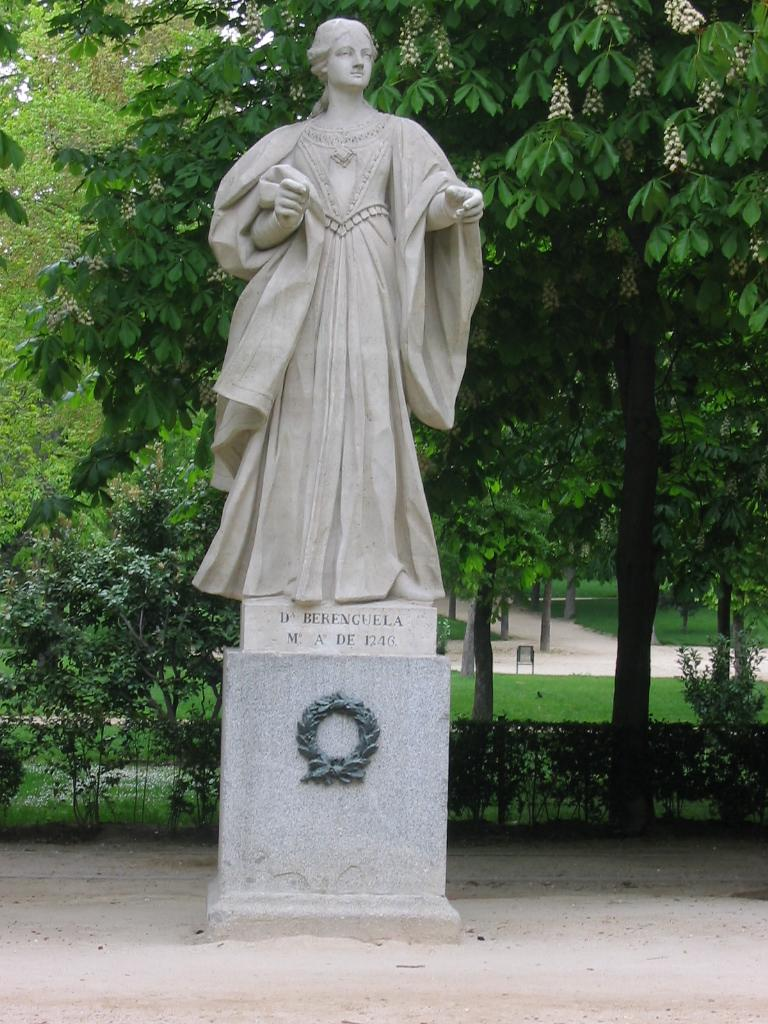
ベレンゲラの像（マドリードのレティーロ公園）

ベレンゲラ（Berenguela, 1180年 - 1246年11月8日）は、カスティーリャ王国の女王（在位：1217年）。レオン王アルフォンソ9世妃でもあった。カスティーリャ王兼レオン王フェルナンド3世の母。ベレンガリア（Berengaria）とも呼ばれる。
アルフォンソ8世と王妃レオノール（イングランド王ヘンリー2世とアリエノール・ダキテーヌの娘）の長女。妹にポルトガル王アフォンソ2世妃ウラカ、フランス王ルイ8世妃ブランカ、アラゴン王ハイメ1世妃レオノール、弟にカスティーリャ王エンリケ1世がいる。

## 生涯
1180年に誕生した直後から王位継承者に定められた。これは1158年にカスティーリャ王サンチョ3世とレオン王フェルナンド2世兄弟が結んだサアグン条約で、両国の王家がどちらか絶えた場合、もう一方が両国を相続することを決めたため、アルフォンソ8世は早急に後継者を定める必要があったからだった。婚約者も1187年頃に神聖ローマ皇帝フリードリヒ1世の息子コンラートと決められた中で、ベレンゲラは王位継承者として母から妹たちと共に育てられ、音楽や読み書き、宗教を教わった。
翌1188年にカスティーリャで婚約式が開かれたが、1189年に弟フェルナンドが生まれたため王位継承権はフェルナンドへ移り、母方の祖母アリエノール・ダキテーヌの介入で婚約も破棄された。婚約式には従叔父に当たるレオン王アルフォンソ9世も出席、父への臣従を誓ったが、1195年のアラルコスの戦いで父がムワッヒド朝アミール・ヤアクーブ・マンスールに大敗すると手の平を返してカスティーリャへ侵攻した。
こうした状況を改善するため、レオンとカスティーリャの和睦を図る母の提案で1197年にアルフォンソ9世と結婚した。アルフォンソ9世は前年の1196年にローマ教皇ケレスティヌス3世の干渉でポルトガル王サンシュ1世の娘テレサと離婚していたが、彼との間に息子フェルナンド（後のフェルナンド3世）をもうけるなど、夫婦仲は円満であった。だが、1204年に代替わりした教皇インノケンティウス3世の干渉を受けて離婚を余儀なくされ、フェルナンドを残してカスティーリャに戻り父を補佐した。離婚でフェルナンドのレオン王位継承権も否定されたが、1206年に父とアルフォンソ9世が結んだカブレロス条約でフェルナンドの王位継承権が確認され、インノケンティウス3世からも条約を認められたことでアルフォンソ9世と前妻テレサの子供達より立場が有利になった（テレサの子供達は王位継承権を認められなかった）。
カスティーリャ宮廷ではフランスへ嫁いだブランカを除いた弟妹たちと暮らしていたが、1211年に弟フェルナンドが亡くなると遺骸を運ぶ列を先導した。翌1212年、父がカスティーリャやキリスト教国連合軍を率いてムワッヒド朝とナバス・デ・トロサの戦いで対決、勝利した父から報告を受け取ると、フランスにいるブランカに書き送った。
1214年、父と母が相次いで没したためベレンゲラの末弟エンリケ1世が即位するが、まだ幼年であったためベレンゲラが後見人となって政治を取り仕切った。しかし重臣のアルバロ・ヌニェス・デ・ララと摂政の地位を巡って争い、エンリケ1世はアルバロらララ家に籠絡されるが、1217年6月6日、エンリケ1世が嗣子無くして事故死したため、ベレンゲラ自身が女王として即位することとなった。カスティーリャ国民は女王よりもその聡明な息子フェルナンドの即位を望んだため、ベレンゲラは同年のうちに息子をレオンから呼び寄せて即位させ、自身はその後見人となった。
1230年、元夫アルフォンソ9世が没すると懸案だったレオンの王位継承権に決着を付けるべく、アルフォンソ9世の前妻テレサと話し合い、彼女の2人の娘サンチャとドゥルセに土地と年金を提供、レオン王はフェルナンド3世が継ぐことを取り決めた。そうしてフェルナンド3世にレオン王位を継承させ、カスティーリャ王国とレオン王国の平和的な再統合に成功を収めた。以後レコンキスタでフェルナンド3世が遠征に出る時は代理でカスティーリャを治め、息子へ軍隊や食糧を送り後方支援に努めたが、1246年、ブルゴスのサンタ・マリア・デ・ラス・ウエルガス王立修道院で死去。遺体は同教会に埋葬された。

## 子女
- レオノール（1198年 - 1202年）
- コンスタンサ（1200年 - 1242年） - サンタ・マリア・デ・ラス・ウエルガス王立修道院修道女
- フェルナンド3世（1201年 - 1252年） - カスティーリャ王・レオン王
- アルフォンソ（1203年 - 1272年） - モリナ公
- ベレンゲラ（1204年 - 1237年） - エルサレム王ジャン・ド・ブリエンヌと結婚